# ایمنی‌سازی

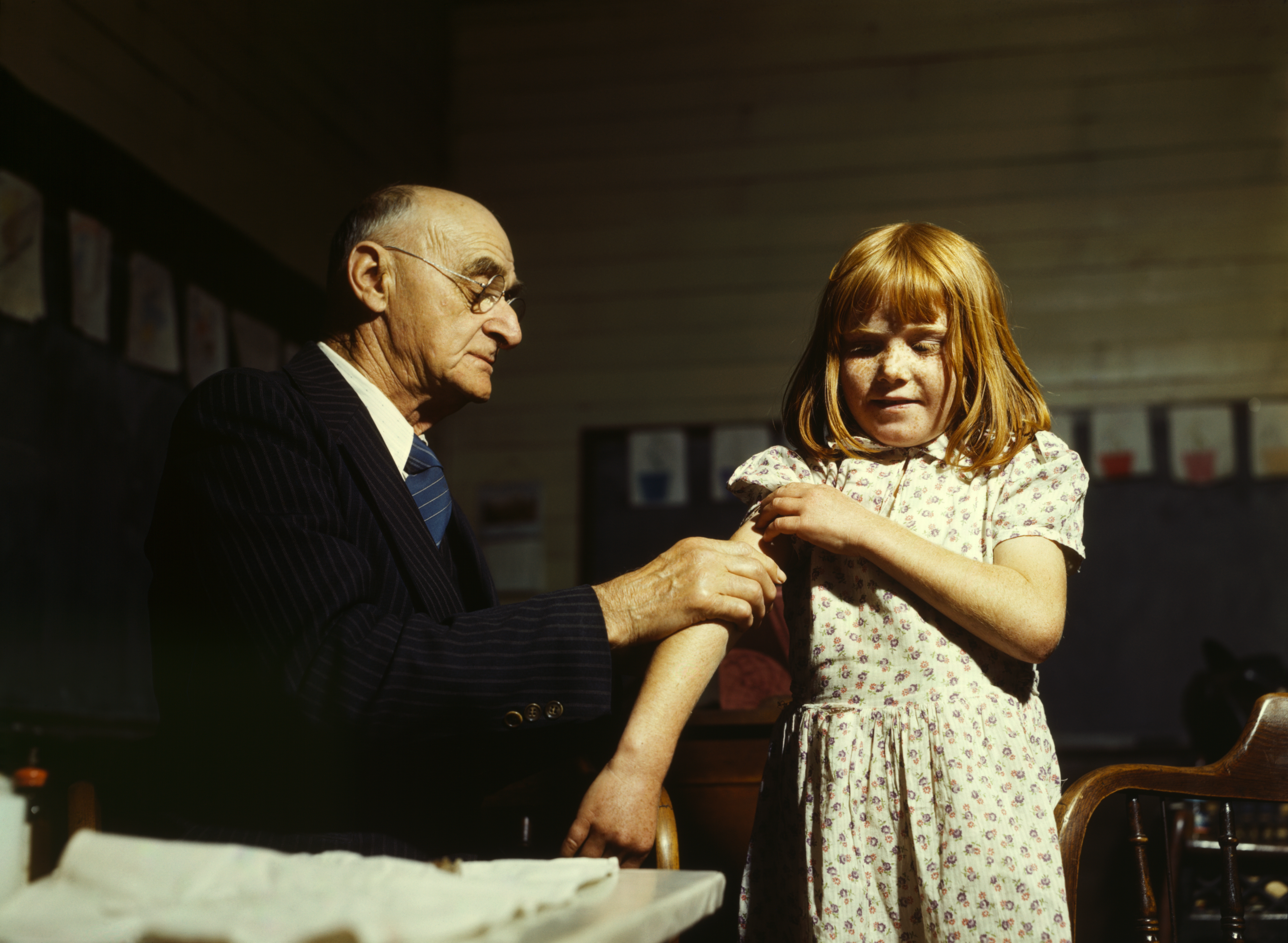
دکتر شرایبر در یک مدرسه روستایی شهرستان سن آگوستین، تگزاس، در حال تلقیح واکسن دیفتری، ۱۹۴۴

ایمن سازی، یا مصون سازی، فرایندی است که در آن سیستم ایمنی بدن فرد در برابر یک عامل (شناخته شده به عنوان ایمونوژن) تقویت می‌شود.
اولین تاریخچه ایمن‌سازی به پزشکان چینی بر می‌گردد

## ایمن‌سازی فعال و غیر فعال

### ایمن‌سازی فعال
این ایمنی مهم‌ترین و مؤثرترین وسیله در طب پیشگیری است.
به‌طور مصنوعی از راه تزریق تعداد کمی از ارگانیسم‌های خاص و یا ضعیف شده، مرده یا سموم تغییر شکل داده شده(توکسویید) وارد بدن می‌شود.(zappata For Nine)

### ایمن‌سازی غیر فعال
ایمنی غیر فعال عناصر پیش‌ساخته شده سیستم ایمنی است که به افراد انتقال پیدا می‌کند بنابراین بدن نیازی به تولید این عناصر ندارد. در حال حاضر پادتن‌ها می‌توانند در ایمنی غیر فعال استفاده شوند. این روش ایمنی خیلی سریع اما به مدت کوتاه شروع به کار می‌کند به این علت که پادتن‌ها به‌طور طبیعی از بین می‌روند و اگر سلول‌های B برای تولید آنتی بادی بیشتر وجود نداشته باشد پادتن‌ها ناپدید خواهند شد. در طول بارداری ایمنی غیر فعال به صورت طبیعی توسط پادتن‌ها از مادر به جنین برای حمایت از جنین در قبل و و اندکی بعد از تولد، منتقل می‌شود. ایمنی غیر فعال مصنوعی به‌طور معمول از طریق تزریق و ابتلاء به بیماری خاص اتفاق ایجاد شده باشد، همچنین برای درمان سریع بیماری‌های حاصل از سموم مثل کزاز نیز استفاده می‌شوند. پادتن‌ها می‌توانند توسط حیوانات نیز تولید شوند که به آن سرم درمانی گویند، هر چند شانس بالای شوک آنا فیلاکسی وجود دارد. از این رو به جای آن از پادتن‌های انسانی که به وسیلهٔ کشت سلول تولید شده‌اند استفاده می‌شود.